# Collège Saint-Michel du Chapois
Pour les articles homonymes, voir Collège Saint-Michel.
 (décembre 2017).
Si vous disposez d'ouvrages ou d'articles de référence ou si vous connaissez des sites web de qualité traitant du thème abordé ici, merci de compléter l'article en donnant les références utiles à sa vérifiabilité et en les liant à la section « Notes et références ».
Le Collège Saint-Michel est une école d'enseignement secondaire général de la région de Charleroi (Belgique), située à Gosselies.

## Présentation
Le Collège Saint-Michel a été fondé en 1955 par une communauté de Pères Assomptionnistes, dont la Congrégation fut instituée en 1845 à Nîmes (France) par Emmanuel d'Alzon (1810-1880). 
Le collège prends la relève de l'alumnat du prieuré de Sart-les-Moines fondée 1903.
En s'installant ensuite en 1953 sur le site du château de la famille Drion du Chapois à Gosselies, les Assomptionnistes fondèrent l'Alumnat Saint-Michel. 
En 1955, les jeunes alumnistes rejoignirent l'Alumnat de Taintignies et l'Alumnat Saint-Michel fut remplacé par l'Institut Saint-Michel. En 1968, les Assomptionnistes adaptèrent le nom Collège Saint-Michel-du-Chapois. Le Collège Saint-Michel fait partie du réseau d'enseignement libre de la FWB de Belgique et accueille des jeunes désireux de suivre un enseignement secondaire général.

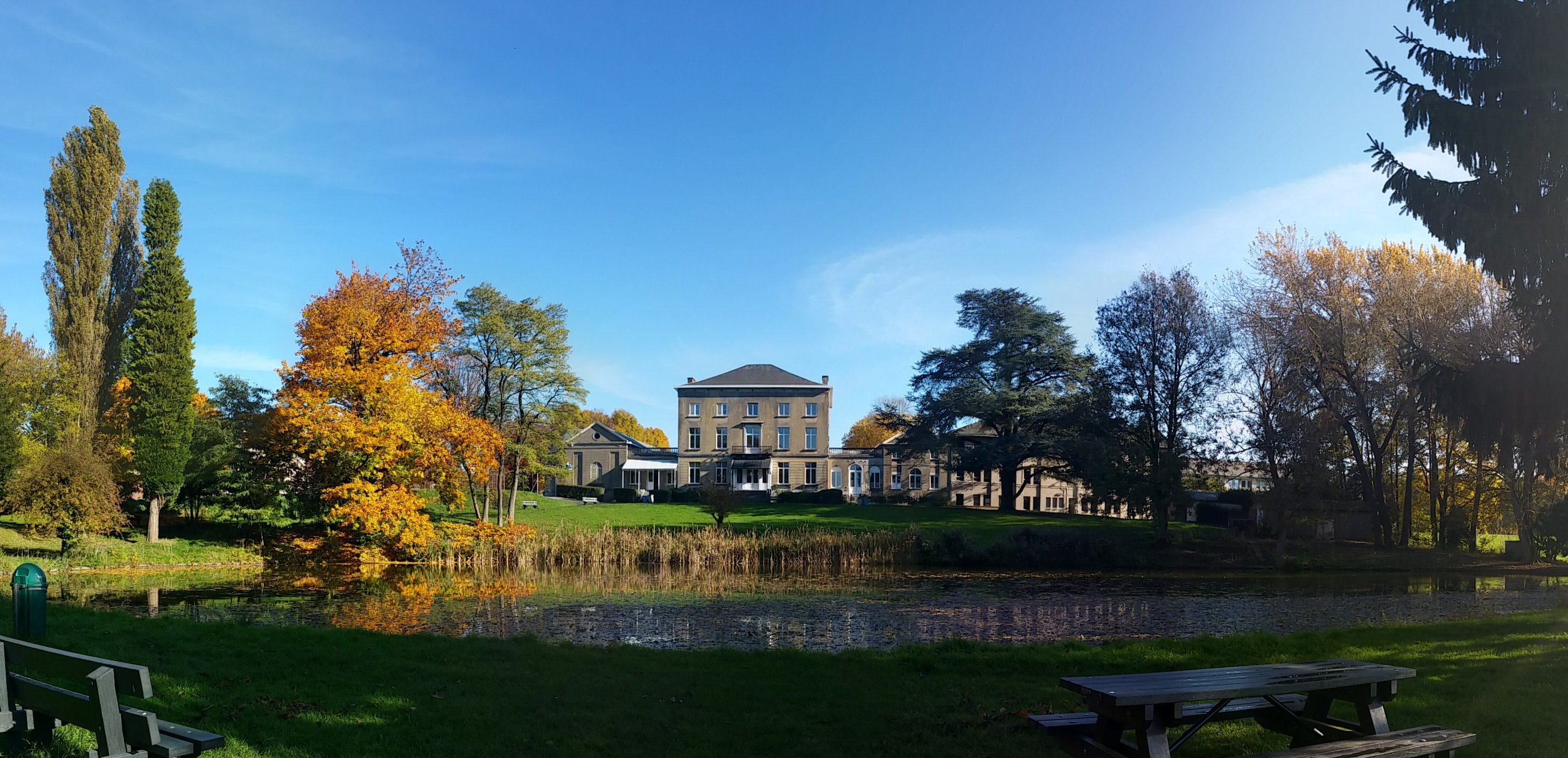
vue du parc

## Historique

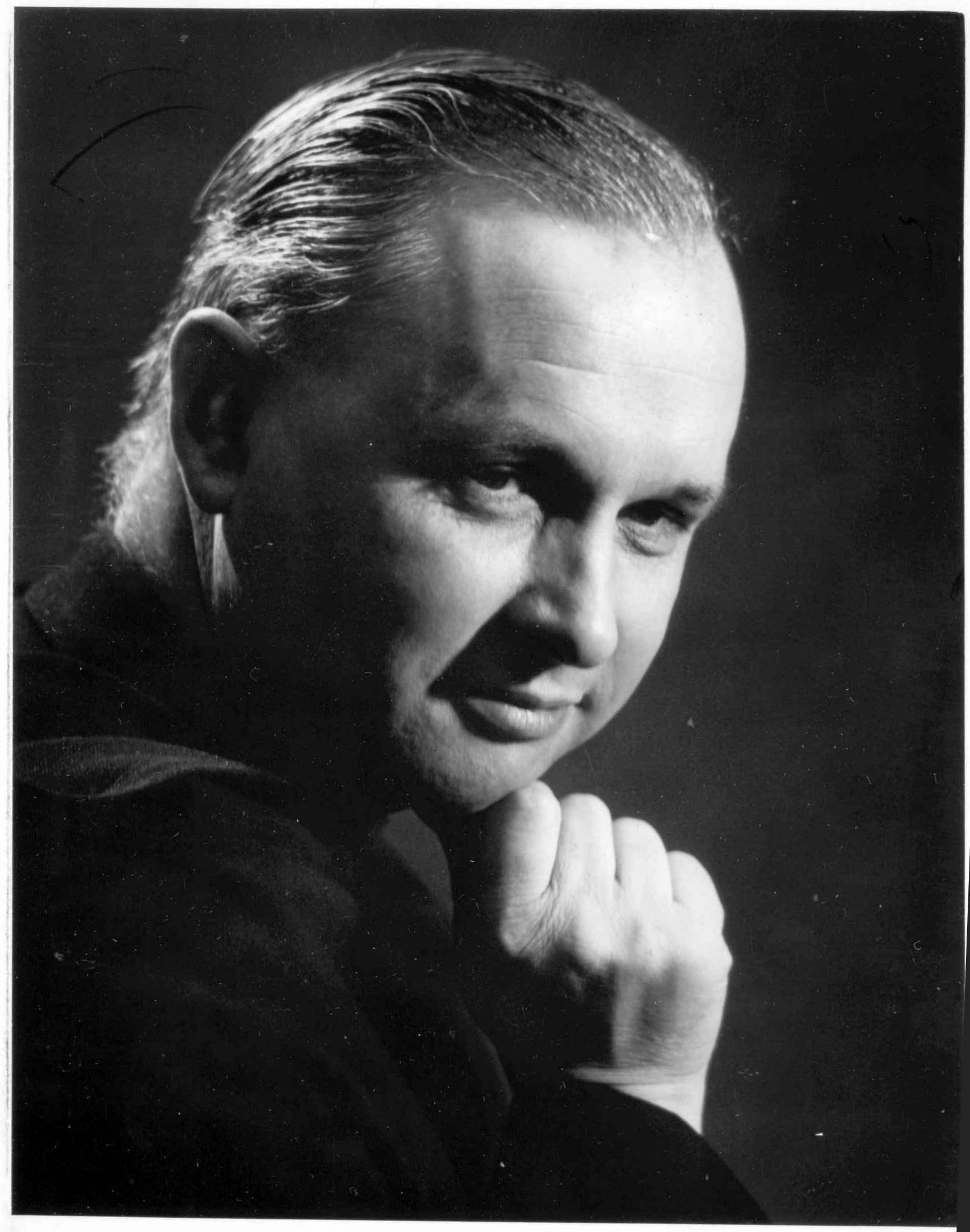
Père Georges Lafontaine
Fondateur du Collège Saint-Michel

Le 22 juin 1903, le site du Prieuré de Sart-les-Moines (sur Roux/Jumet/Gosselies) est devenu propriété de la Communauté Assomptionniste et les Pères s'y sont installés afin de mettre sur pied un Alumnat (école apostolique à vocation sacerdotale) pour vocation tardive .
Mais en 1953, les expropriations d’une partie du domaine suite à l’élargissement du canal Charleroi-Bruxelles ainsi que la proximité d’une usine en pleine expansion ont contraint les Assomptionnistes à se déplacer vers Gosselies où, à 50 ans d’intervalle et après avoir donné au clergé diocésain plus de 300 prêtres, la famille Drion du Chapois les accueillit.
De 1953 à 1955, deux années d’Alumnat avant que celui-ci ne s’installe définitivement à Taintignies (Tournai). Père Maubert BEHRIN en fut le supérieur et le directeur.
1955, c'est la fin de l'école apostolique (Alumnat depuis 1953) et le début du Collège Saint-Michel : 66 élèves - 3 classes dont la préparatoire (13 élèves), la 6e latine (35) et la 6e moderne (18).

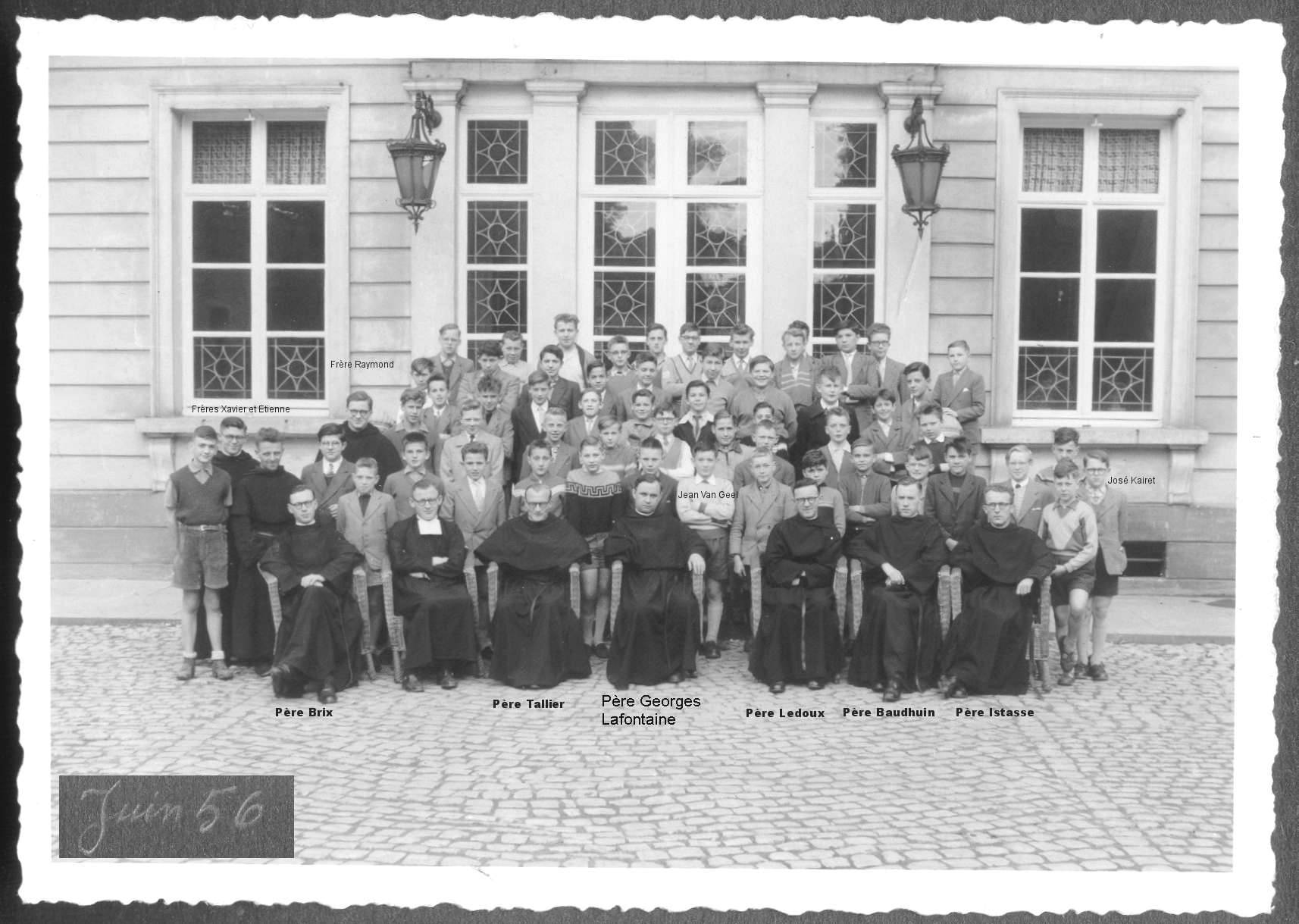
1956 juin Pères assomptionnistes et les élèves du Collège Saint-Michel

Premier Père Directeur : Père Georges Lafontaine.                                 
L'institution propose un internat et un externat.
Progressivement, les différentes sections des humanités classiques et modernes seront introduites dans le programme pédagogique. La dernière section, latin-sciences, sera homologuée en 1970.
Parallèlement à l'enseignement classique, diverses activités se développeront, comme un mouvement de jeunes créé par le Père Denis, les "Compagnons". Le père Greuse, par ailleurs grand économe du Collège, créera une équipe de théâtre avec les élèves du cycle supérieur. Les sports sont également de la partie: football, basket, etc.
En 2005, Le Collège Saint Michel fête ses 50 ans.

## «Le retour de l'archange Michel»
Deux projets pédagogiques innovants pour l'enseignement secondaire général ("saint Michel et son dragon: Patrimoine et Pédagogie" et "Mathemagiques et le nombre d'or") ont permis de 2008 à 2014 la restauration de la statue en pierre de saint Michel (XVIIe s.) en provenance du prieuré de Sart-les-Moines et la réalisation par les élèves de son socle en pierres tuffeau de la Loire. « Le retour de l'archange Michel » marque l'inauguration des œuvres d'art le 29 septembre 2014.
Partenaires:
- Le centre de la Paix-Dieu a été le catalyseur de départ : idées, conception, concrétisation du socle ;
- Le Musée Royal de Mariemont représentait l'approche théorique sur les actes à poser en matière de restauration-rénovation du patrimoine ;
- Les artisans sculpteur en restauration (restauration de la statue en pierre), tailleur de pierre (réalisation du socle), le ferronnier (conception de la lance en fer forgé), le marbrier (fourniture des matériaux de recouvrement du sol), le carreleur (professeur et élèves de l'école professionnelle voisine l'Institut Sainte-Anne de Gosselies).

Mécènes:
- La Fondation Roi Baudouin;
- L'Agence de stimulation économique de la Région wallonne;
- La cellule Culture-Enseignement de la Fédération Wallonie-Bruxelles).

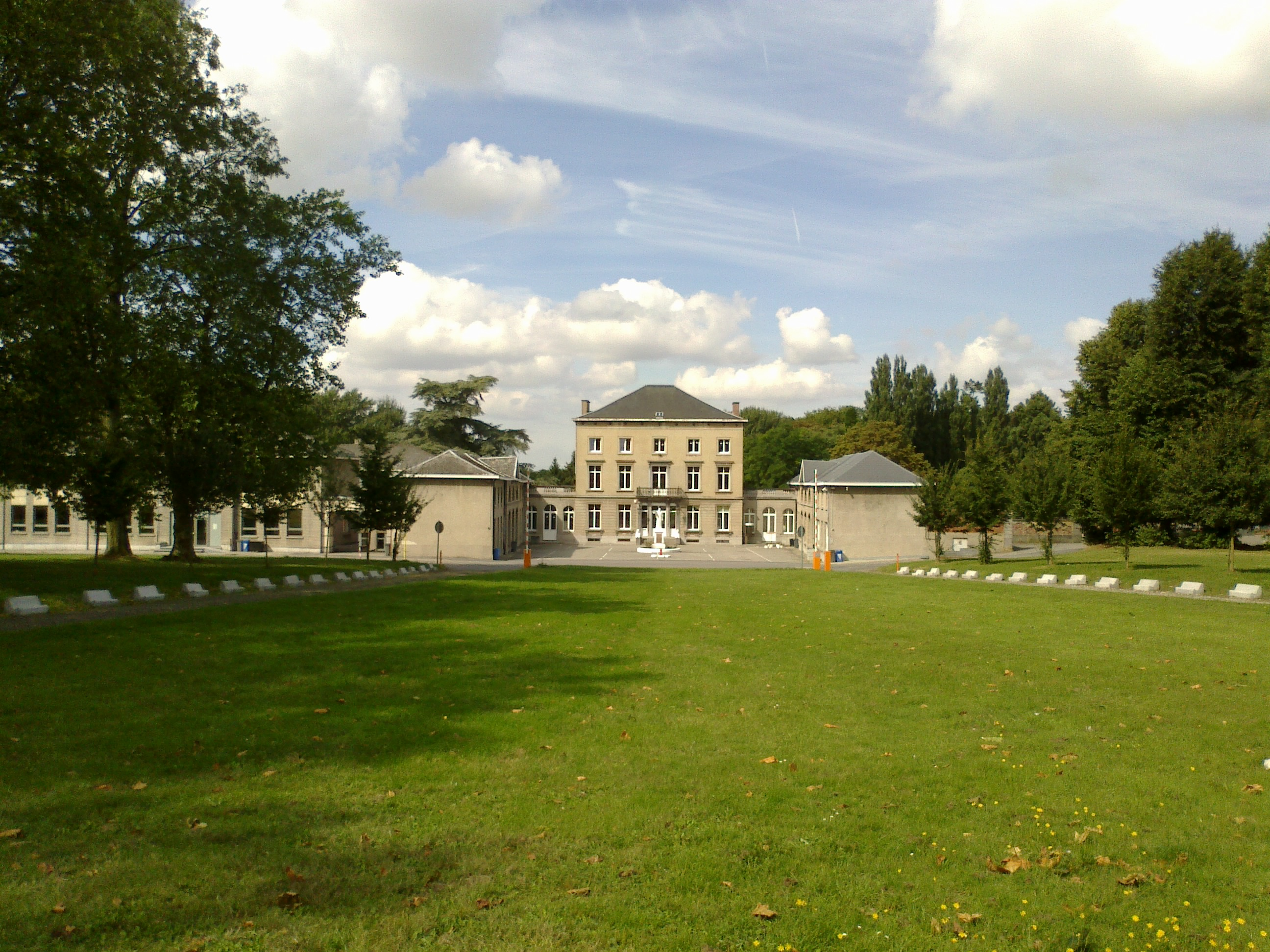
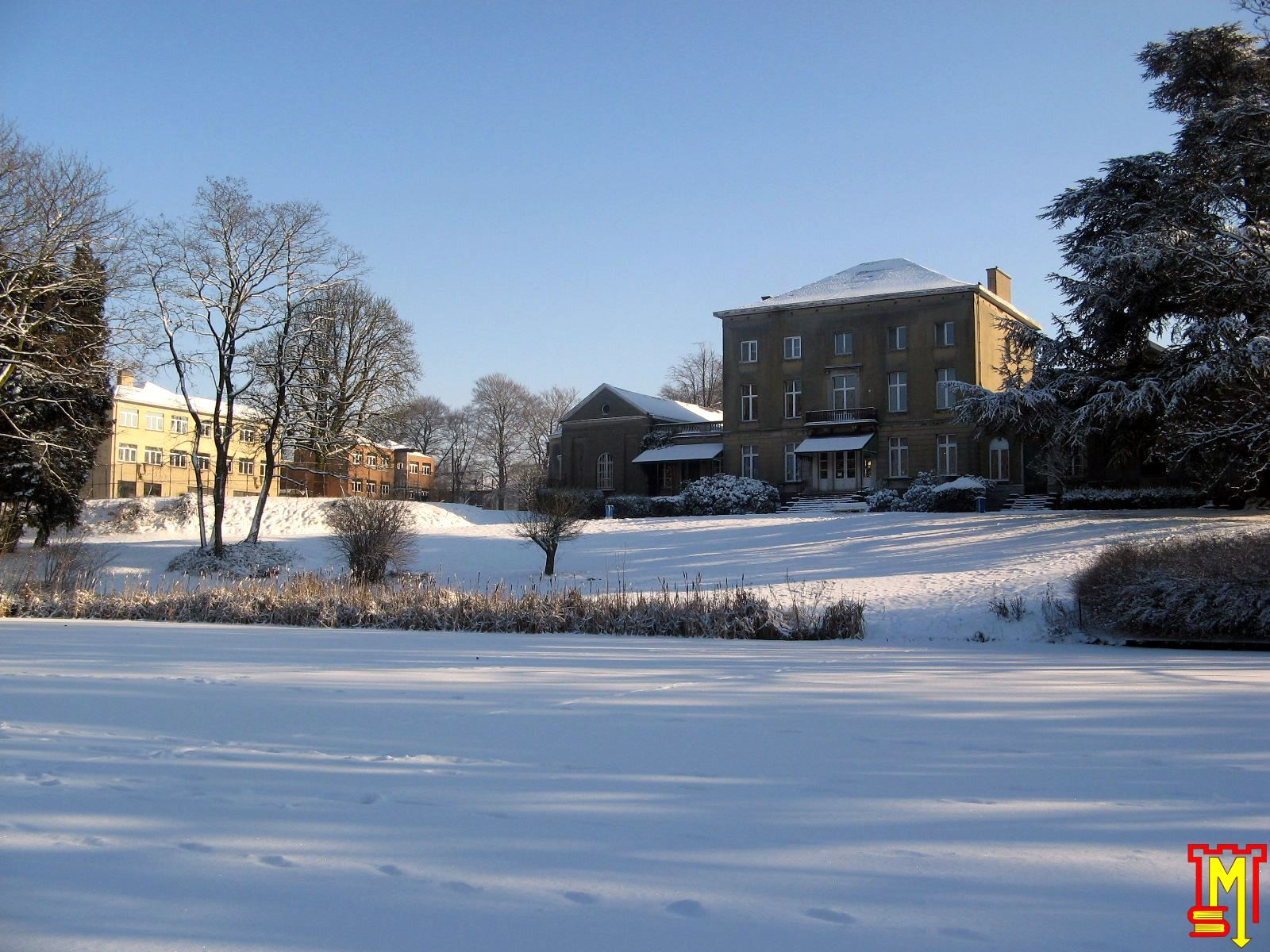
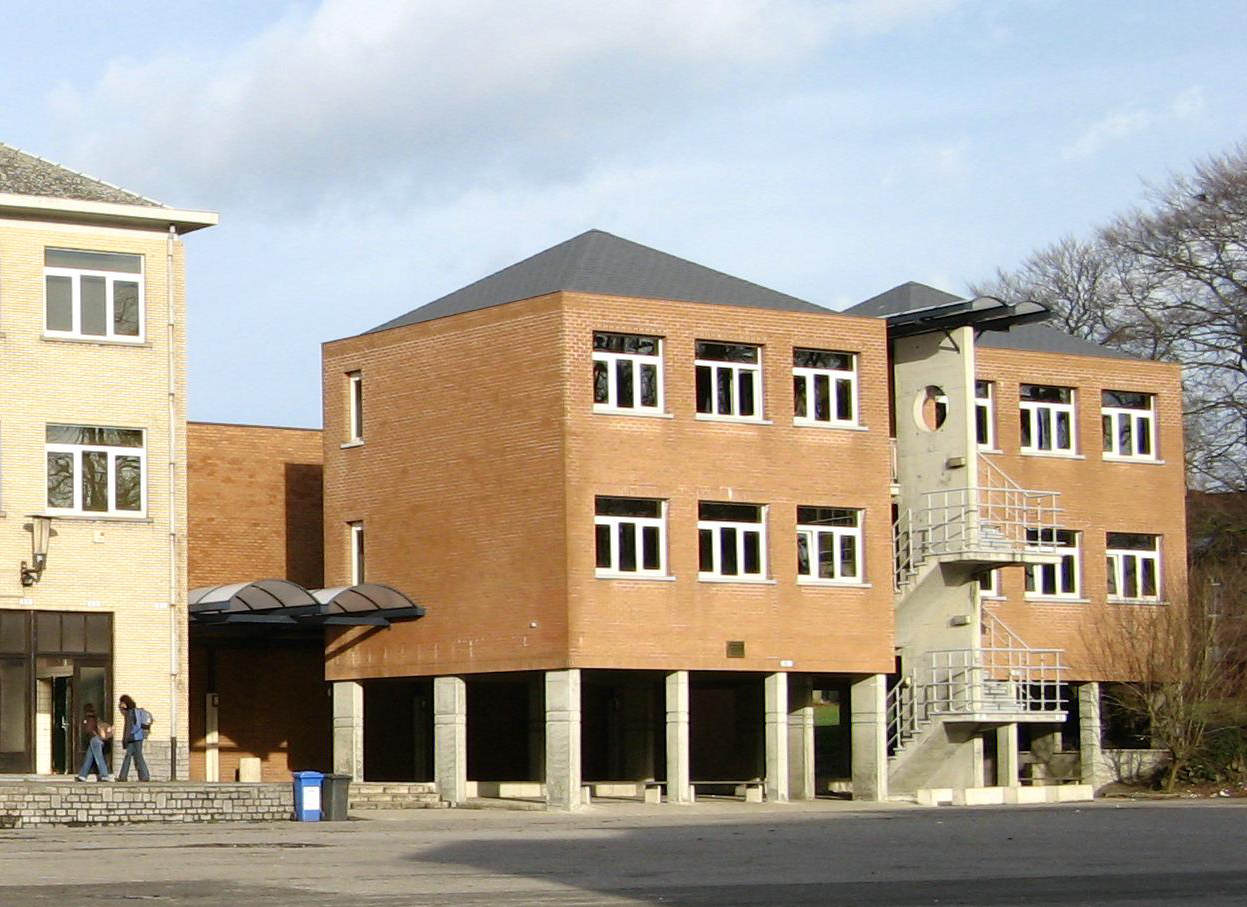

## La Statue du père d'Alzon

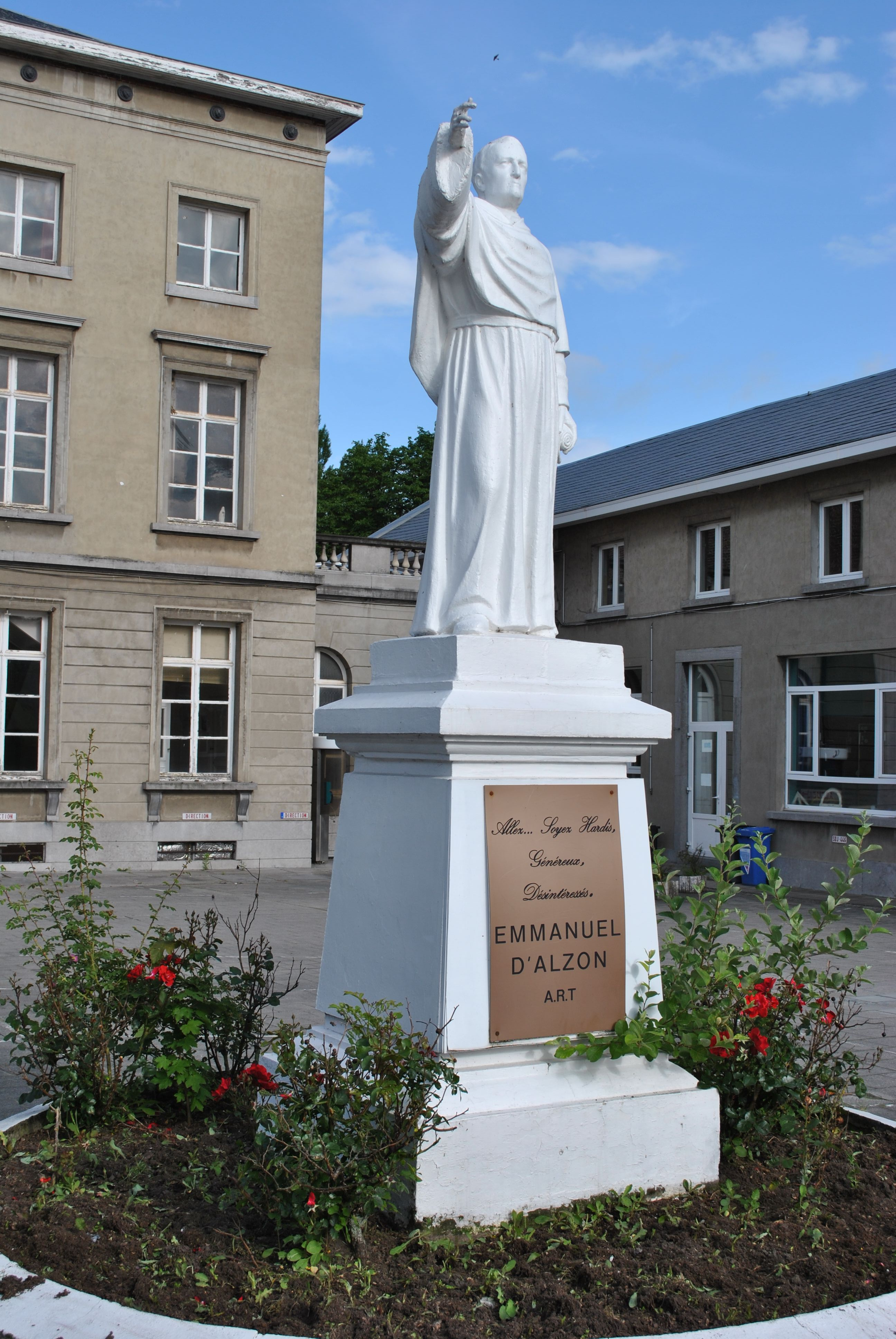

Le 8 décembre 1955, à l’occasion du 75e anniversaire de la mort du Père Emmanuel d'Alzon, fondateur de la Congrégation de l’Assomption, une statue en son honneur a été inaugurée dans la cour d’honneur de l’Institut Saint-Michel à Gosselies.
Cette statue, réalisée en moulage de béton par Paul Roemel à Leuven,  était initialement bénie en 1928 au Prieuré Saint-Michel de Sart-les-Moines. Elle a été transférée à Gosselies après l’expropriation partielle du prieuré due aux travaux du canal maritime Charleroi-Bruxelles.
L'installation de la communauté assomptionniste dans la propriété Drion du Chapois à Gosselies permit la fondation, en 1954, de l’Institut Saint-Michel, un collège destiné aux élèves suivant les humanités anciennes et modernes. La première rentrée scolaire fut jugée encourageante.
La cérémonie d’inauguration s’est ouverte par une messe solennelle célébrée dans la chapelle de l’Institut par le R.P. Lowet, provincial des Assomptionnistes de Belgique, en présence de Mgr Lucien Piérard, alors vicaire apostolique de Beni, au Congo belge. Plusieurs personnalités religieuses, éducatives et politiques y assistèrent, notamment le R.P. Lafontaine, directeur de l’Institut, les abbés Hermant, Gilles et Romedenne, les Pères Laurent s.j. et Cravatte, ainsi que les anciens ministres Jean Duvieusart et Maurice Brasseur.
Le discours principal fut prononcé par le R.P. Cravatte, professeur de rhétorique, qui retraca la vie et l’œuvre du P. d’Alzon, considéré comme un précurseur de l’Action catholique. La statue fut ensuite dévoilée par Mgr Piérard, "imposante par le geste de commandement qu'elle exprime" qui adressa un message d’encouragement aux élèves, les invitant à s’inspirer de l’esprit du fondateur. La cérémonie se conclut par l’interprétation du chant Vers l’Avenir, suivi d’une réception officielle.
Le soir du 30 avril 1978, un doigt de la statue est brisé. Depuis 2017 l'Escorte du doigt d'Alzon, une parade parodique centrée autour doigt de la main droite de la statue d'Emmanuel d'Alzon déambule dans Charleroi.